# Ouya
Ouya – konsola gier wideo oparta na systemie Android w wersji 4.1 „Jelly Bean” zaprojektowana przez Julie Uhrman. Do kwietnia 2015, oprócz produkcji stworzonych specjalnie na tę konsolę, umożliwiała też uruchamianie tytułów z komputerów osobistych za pośrednictwem platformy OnLive.
Na przełomie lipca i sierpnia 2012 roku twórcy przeprowadzili zbiórkę pieniędzy w serwisie Kickstarter na produkcję konsoli Ouya, która zakończyła się sukcesem – zebrano 8 569 474 USD, znacznie przekraczając pierwotne założenia (950 000 USD). Pomimo sukcesu w kampanii na Kickstarterze sprzedano mniej egzemplarzy konsoli niż zakładano, co w konsekwencji przyczyniło się do problemów finansowych firmy. Według dziennikarzy zajmujących się branżą gier komputerowych produkt okazał się komercyjną porażką.
W lipcu 2015 roku twórcy konsoli byli winni producentom gier 620 000 dolarów, prace nad konsolą zostały także wstrzymane, a sam producent został przejęty przez firmę Razer (producenta akcesoriów dla graczy). W przyszłości osoby, które wsparły Ouya na Kickstarterze, mają uzyskać dostęp do mikrokonsoli Forge firmy Razer. 25 czerwca 2019 wyłączono sklep cyfrowy z grami.

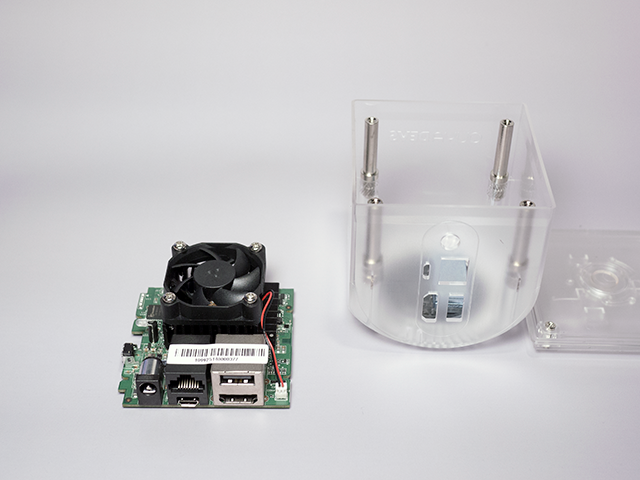
Bez obudowy
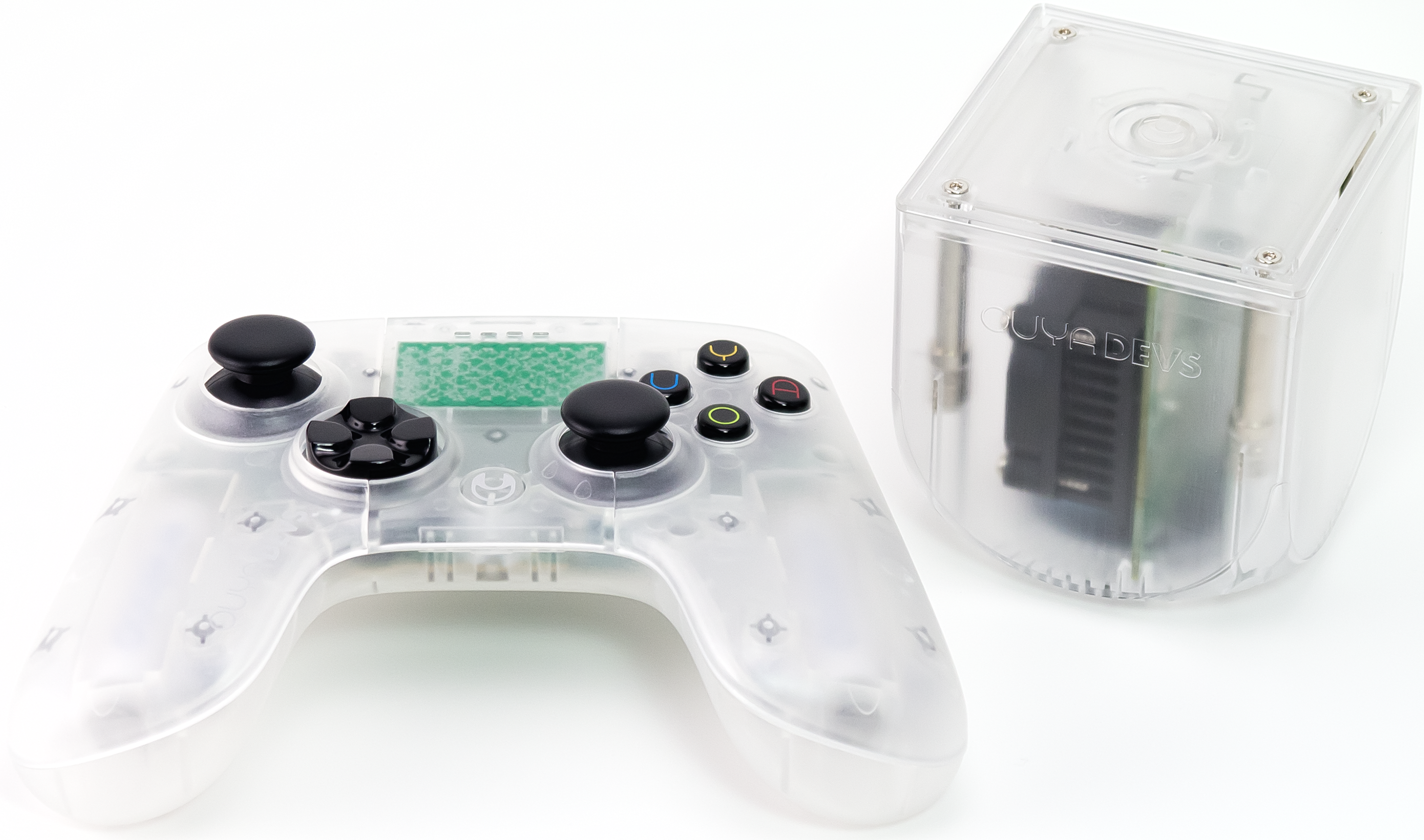
Wersja dla programisty
Logo konsoli